# هروبتسه
هروبتسه (به چکی: Hrobce) یک منطقهٔ مسکونی در جمهوری چک است که در ناحیه لیتومیریتسه واقع شده‌است. هروبتسه ۷٫۳۷ کیلومتر مربع مساحت و ۵۵۷ نفر جمعیت دارد و ۱۵۳ متر بالاتر از سطح دریا واقع شده‌است.